# Bundesstraße 210
Pour les articles homonymes, voir Route 210.
La Bundesstraße 210 est une Bundesstraße du Land de Basse-Saxe.

## Géographie
En Frise orientale, la construction de routes pavées apparaît tardivement. Une des raisons est le terrain marécageux. Entre Emden et Aurich, le bateau est donc le mode de transport le plus important. À cette fin, on crée le Treckfahrtstief qui fait aujourd'hui partie du cours du canal Ems-Jade. La première route de pierre jamais construite en Frise orientale est la route reliant Aurich à Leer entre 1834 et 1840. La construction d'une chaussée entre Emden et Aurich par Georgsheil, qui peut être considérée comme le précurseur de la route d'aujourd'hui, est achevée en 1845 avec une bifurquation de Georgsheil à Norden. En 1869, elle s'étend à Wittmund.
Vers 1937, la route reliant Aurich à Sande est déclarée Reichsstraße et prend le nom de Reichsstrasse 210. La section ouest entre Emden et Georgsheil fait partie de la Reichsstraße 70, la section suivante entre Georgsheil et Aurich appartenait à la Reichsstraße 72. Après la construction des autoroutes A 29 et A 31, la B 210 est étendue sur le tracé des anciennes autoroutes 69 et 70 vers Emden ou Wilhelmshaven.
Des contournements existent autour de Wittmund depuis environ 1980, autour de Jever depuis environ 2000 et autour de Schortens depuis décembre 2012.

## Source
- (de) Cet article est partiellement ou en totalité issu de l’article de Wikipédia en allemand intitulé « Bundesstraße 210 » (voir la liste des auteurs).

1. ↑  (de) « Die Bundes- und Reichsstraßen in Deutschland - Nr. 166 bis 327 » [archive du 18 février 2009], sur home.arcor.de (consulté le 16 juillet 2025)